# Восточное Касаи
Восточное Касаи (фр. Kasaï-Oriental) — конголезская провинция. Административный центр — город Мбужи-Майи. Некогда обширная центральная провинция, граничащая на северо-западе с Экваториальной, а на юго западе с Катангой. В результате административной реформы 2005 года от провинция была разделена на три части, название Восточное Касаи сохранилось лишь за центральной частью.

## История
После миграции банту, на территории региона сложилась народность луба, которая к XVI веку создала собственную государственность. Касаи вошли в состав бельгийского королевского владения в конце XIX века. После обретения страной независимости, в регионе усилились сепаратистские настроения под руководством Альбера Калонджи, усугубленные богатой ресурсной базой.

## Население
Население провинции — 2 702 430 человек (2005).

## Административное деление
Провинция делится на 5 территории:
- Кабея-Камванга (Kabeya-Kamwanga)
- Катанда (Katanda)
- Лупатапата (Lupatapata)
- Мияби (Miabi)
- Чиленге (Tshilenge)

## Экономика
Основная статья доходов провинции — добыча алмазов.